# Вишесава
Вишесава је насеље у Србији у општини Бајина Башта у Златиборском округу. Село Вишесава, у ствари, представља приградско насеље Бајине Баште (равничарски део), а рурални простор села представља брдски део. Према попису из 2022. било је 1707 становника.
Овде се налази археолошки локалитет Јевтића Луке.

## Демографија
У насељу Вишесава живи 1150 пунолетних становника, а просечна старост становништва износи 34,9 година (34,3 код мушкараца и 35,4 код жена). У насељу има 471 домаћинство, а просечан број чланова по домаћинству је 3,32.
Ово насеље је великим делом насељено Србима (према попису из 2002. године).
|  |

| Демографија | Демографија | Демографија |
| Година      | Становника  | Становника  |
| ----------- | ----------- | ----------- |
| 1948.       | 922         |             |
| 1953.       | 966         |             |
| 1961.       | 1.091       |             |
| 1971.       | 675         |             |
| 1981.       | 793         |             |
| 1991.       | 1.110       | 1.095       |
| 2002.       | 1.566       | 1.592       |

| Етнички састав према попису из 2002.‍ | Етнички састав према попису из 2002.‍ | Етнички састав према попису из 2002.‍ | Етнички састав према попису из 2002.‍ | Етнички састав према попису из 2002.‍ |
| ------------------------------------ | ------------------------------------ | ------------------------------------ | ------------------------------------ | ------------------------------------ |
|                                      |                                      |                                      |                                      |                                      |
| Срби                                 | Срби                                 |                                      | 1.555                                | 99,29%                               |
| Црногорци                            | Црногорци                            |                                      | 1                                    | 0,06%                                |
| Муслимани                            | Муслимани                            |                                      | 1                                    | 0,06%                                |
| Мађари                               | Мађари                               |                                      | 1                                    | 0,06%                                |
| Македонци                            | Македонци                            |                                      | 1                                    | 0,06%                                |
| непознато                            | непознато                            |                                      | 0                                    | 0,0%                                 |

| Година пописа     | 1948. | 1953. | 1961. | 1971. | 1981. | 1991. | 2002. |
| ----------------- | ----- | ----- | ----- | ----- | ----- | ----- | ----- |
| Број домаћинстава | 177   | 201   | 294   | 181   | 237   | 342   | 471   |

| Број чланова      | 1  | 2  | 3  | 4   | 5  | 6  | 7  | 8 | 9 | 10 и више | Просек |
| ----------------- | -- | -- | -- | --- | -- | -- | -- | - | - | --------- | ------ |
| Број домаћинстава | 64 | 77 | 80 | 182 | 41 | 16 | 10 | 0 | 1 | 0         | 3,32   |

| Пол    | Укупно | Неожењен/Неудата | Ожењен/Удата | Удовац/Удовица | Разведен/Разведена | Непознато |
| ------ | ------ | ---------------- | ------------ | -------------- | ------------------ | --------- |
| Мушки  | 617    | 189              | 404          | 12             | 12                 | 0         |
| Женски | 628    | 126              | 401          | 82             | 18                 | 1         |
| УКУПНО | 1.245  | 315              | 805          | 94             | 30                 | 1         |

| Пол    | Укупно                    | Пољопривреда, лов и шумарство | Рибарство                            | Вађење руде и камена | Прерађивачка индустрија       |
| ------ | ------------------------- | ----------------------------- | ------------------------------------ | -------------------- | ----------------------------- |
| Мушки  | 338                       | 29                            | 0                                    | 1                    | 84                            |
| Женски | 213                       | 25                            | 0                                    | 0                    | 92                            |
| УКУПНО | 551                       | 54                            | 0                                    | 1                    | 176                           |
| Пол    | Производња и снабдевање   | Грађевинарство                | Трговина                             | Хотели и ресторани   | Саобраћај, складиштење и везе |
| Мушки  | 16                        | 93                            | 40                                   | 17                   | 19                            |
| Женски | 2                         | 2                             | 31                                   | 27                   | 3                             |
| УКУПНО | 18                        | 95                            | 71                                   | 44                   | 22                            |
| Пол    | Финансијско посредовање   | Некретнине                    | Државна управа и одбрана             | Образовање           | Здравствени и социјални рад   |
| Мушки  | 0                         | 1                             | 24                                   | 4                    | 1                             |
| Женски | 1                         | 0                             | 6                                    | 7                    | 11                            |
| УКУПНО | 1                         | 1                             | 30                                   | 11                   | 12                            |
| Пол    | Остале услужне активности | Приватна домаћинства          | Екстериторијалне организације и тела | Непознато            | Непознато                     |
| Мушки  | 7                         | 2                             | 0                                    | 0                    | 0                             |
| Женски | 5                         | 1                             | 0                                    | 0                    | 0                             |
| УКУПНО | 12                        | 3                             | 0                                    | 0                    | 0                             |